# Новинское (Рязанская область)
Новинское — село в Рязанском районе Рязанской области. Входит в Окское сельское поселение.

## География
Находится в центральной части Рязанской области на расстоянии приблизительно 25 км на юг по прямой от вокзала станции Рязань I.

## История
Село отмечена была уже на карте 1850 года как поселение с 25 дворами. В 1859 году здесь (тогда село Пронского уезда Рязанской губернии) было учтено 19 дворов, в 1897 — 36. Недалеко от села располагалась Троицкая Церковь, во время Гражданской войны она была уничтожена. В настоящий момент точное место расположение церкви до конца не известно. 11 мая 2017 года Вышетравинское Сельское поселение в котором располагалось село было присоединено к Окскому Сельскому поселению.

## Население
Численность населения: 155 человек (1859 год), 269 человек (1897 год), 24 человек (2002 год)  , 10 человек  (2010 год) .

## Инфраструктура
В близи села распалагается Новинский Пруд, в настоящее время пруд почти зарос, ранее люди мыли в нем одежду и прочие вещи.
Чуть дальше от пруда располагается Новинское Кладбище и Братская Могила. Еще дальше располагается река Рака и родник. В селе располагается КТП №2256 и колодец